# Новарупта
Новарупта (англ. Novarupta, буквально — «Новое извержение») — вулкан, расположенный на территории национального парка Катмай на юге полуострова Аляска, геологически относится к Алеутскому хребту. Вулкан образовался в ходе извержения 1912 года.
6—8 июня 1912 года в районе вулкана Катмай началось извержение, в результате которого образовались Долина десяти тысяч дымов и новый вулкан, получивший название Новарупта («Новое извержение»). Вместе с извержениями вулканов Санта-Мария в 1902 году и Пинатубо в 1991 году, это было одно из трёх извержений XX века, которым был присвоен показатель силы извержения вулкана 6 по шкале вулканических извержений. Мощность извержения, продолжавшегося около 60 часов, составила 17 км³, из которых на землю выпало около 11 км³ пепла. Столб пепла поднялся на 20 км, а звук был слышен за 1200 км в Джуно. Извержение сопровождалось сходом пирокластических потоков. Целый год после извержения частицы пепла летали в атмосфере, на всей Земле лето в этот год было намного холоднее обычного. Извержение, а точнее выброс ядовитых газов, привело к гибели десяти человек.
Первоначально извержение было приписано горе Катмай, расположенной в 10 км, но позже было установлено, что новый вулкан оттянул из неё магму по подземным трещинам, в результате чего вершина Катмай провалилась. Новарупта уничтожил болота, снежники и реки, похоронив их под слоем раскалённого пепла толщиной 215 метров.
В 1916 году к месту извержения была направлена первая научная экспедиция во главе с Робертом Ф. Григгсом. На месте долины реки Укак она обнаружила покрытую вулканическим туфом равнину, где практически всюду из-под земли исходили струи пара от вод реки Укак и многочисленных родников. При извержении мелкий вулканический песок был окутан горячим газом и как жидкость стекал по склону вулкана в долину. Когда этот поток остановился, а газы улетучились, то горячие песчинки склеились между собой и образовали твердую поверхность из вулканического туфа. Кое-где в слое туфа появились трещины, через которые вода вырывалась наружу в виде струй пара. Это место было названо «Долиной десяти тысяч дымов».